# Cinto Euganeo
Cinto Euganeo (Sinto in veneto) è un comune italiano di 1 901 abitanti della provincia di Padova in Veneto, situato a sud-ovest del capoluogo di provincia. Si tratta di un comune sparso in quanto la sede municipale non si trova nell'omonimo borgo, ma nella località di Fontanafredda.

## Geografia fisica
Cinto Euganeo confina: a Nord con Vo', ad Est con Galzignano Terme (si collega tramite il Passo Roverello), a Sud con Baone ed Ovest con Lozzo Atestino.

## Storia
Abitato fin dalla preistoria, Cinto Euganeo fu inizialmente colonia romana appartenente alla gens Quintia: risale proprio a questo periodo l'acquedotto romano di Valnogaredo, tuttora in funzione. In epoca barbarica divenne una rocca fortificata, il cui castello rafforzato da Ezzelino da Romano fu raso al suolo nel 1313, durante il conflitto tra Scaligeri e Carraresi .
La frazione di Fontanafredda, in particolare, fu teatro dagli eventi che ebbero luogo tra il XI secolo e il XIII secolo e videro protagonisti i vari componenti della famiglia degli Ezzelini. Le loro proprietà furono minuziosamente accertate, censite e documentate dopo la loro definitiva sconfitta, avvenuta nel 1260.
Nel XVII secolo, sotto la dominazione veneziana, fu costruita la Villa Contarini a Valnogaredo, che un tempo ospitava ben 326 tele di eminenti artisti, in seguito alienate.
Fino al XIX secolo Cinto fu sede di prosperi stabilimenti termali, con servizio di carrozze trainate dai cavalli che giungevano da Este e dai comuni circonvicini. Le terme della Val Calaona compaiono, infatti, già nelle prime locandine storiche e foto pubblicitarie dell'Ottocento. Dopo la chiusura vennero utilizzate liberamente dalla popolazione locale, fino agli anni novanta, quando iniziarono ad essere sfruttate a scopo floro-vivaistico.
Fino al 1826 Cinto era annoverato nella diocesi veronese: degne di nota tra le chiese l'arcipretale dell'Assunta, con campanile medievale e chiesa tardo-rinascimentale del 1590 rimaneggiata a più riprese fino al 1776, e la parrocchiale di Valnogaredo, documentata dal 1297 ma ricostruita dai Contarini nel 1519 e poi ristrutturata in stile barocco nel 1758, dichiarata nel 1921 monumento nazionale per la pregevole architettura e per i tesori artistici che conserva al suo interno (tra i quali diversi affreschi di Jacopo Guarana del XVIII secolo e statue del Bonazza sulla facciata).

### Simboli
Lo stemma e il gonfalone sono stati concessi con decreto del presidente della Repubblica del 15 novembre 1955.
Il campo di rosso ricorda le battaglie combattute nel Medioevo nella zona; il colle sottolinea la posizione geografica del paese; le tre bande sono riprese dal blasone della famiglia Contarini (d'oro, a tre bande di azzurro).
Il gonfalone è un drappo partito di bianco e di rosso.

### Cartografia storica

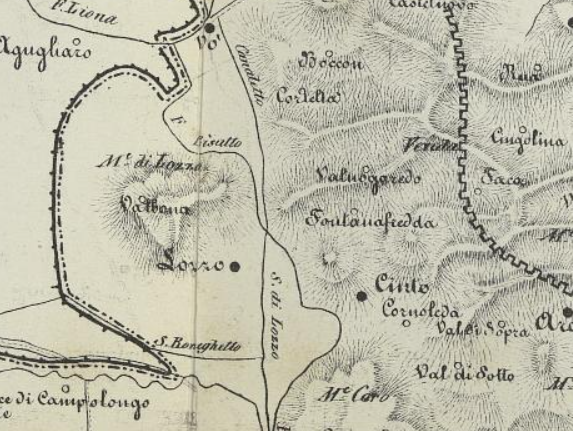
Frammento della topografia dell'attuale territorio di Padova, coll'aggiunta del Dogado e d'una porzione dei territori di Trevigi, di Vicenza e di Verona che anticamente appartenevano a Padova ed a Este, Luigi Patella, 1842.
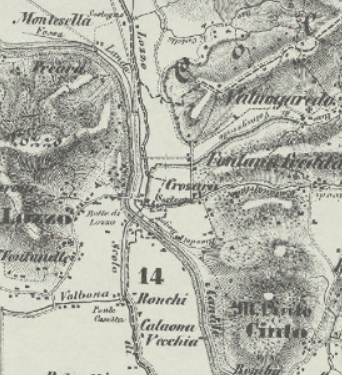
Frammento Tavola 7. il confine Sud-occidentale con la provincia di Vicenza, Orazio Morelli, 1882.

## Monumenti e luoghi d'interesse

### Architetture religiose
- Chiesa di Santa Maria Assunta, risale al 1590 e il suo campanile fu eretto sulla base dei resti di una torre del Castello del Monte Cinto.
- Chiesa dei Santi Nazario e Celso, l'attuale edificio venne eretto nel 1774, ma le prime testimonianze di una cappella a servizio della comunità di Cornoleda risale al 1154.
- Chiesa di San Pietro Apostolo,in località Faedo, costruita nel 1497 sui ruderi della precedente. Nel corso dei secoli fu riedificata per ben 5 volte, in seguito ad eventi calamitosi come l'incendio del 1556 e il sisma del 1775. L'ultima ricostruzione ebbe luogo tra il 1815 e il 1818, dopo che venne distrutta da una frana nel 1812.
- Chiesa di San Donato, in località Fontanafredda, edificio risalente al 1718 e custodisce al suo interno pregevoli tele e un altare del Sansovino[10].
- Chiesa di Valnogaredo:costruita nel 1758, in stile barocco veneziano, al suo interno conserva famose tele ed affreschi di Jacopo Guarana[11].
- Chiesetta di Santa Lucia, eretta nel 1464[12].
- Monastero degli Olivetani, i cui ruderi sono ancora visibili sulla cima del Monte Venda[13].
- Oratorio di San Gaetano ubicato ai piedi del Monte Fasolo, lungo il sentiero n.12 del Parco Regionale dei Colli Euganei. Si tratta di un piccolo oratorio costruito nel 1669[14].

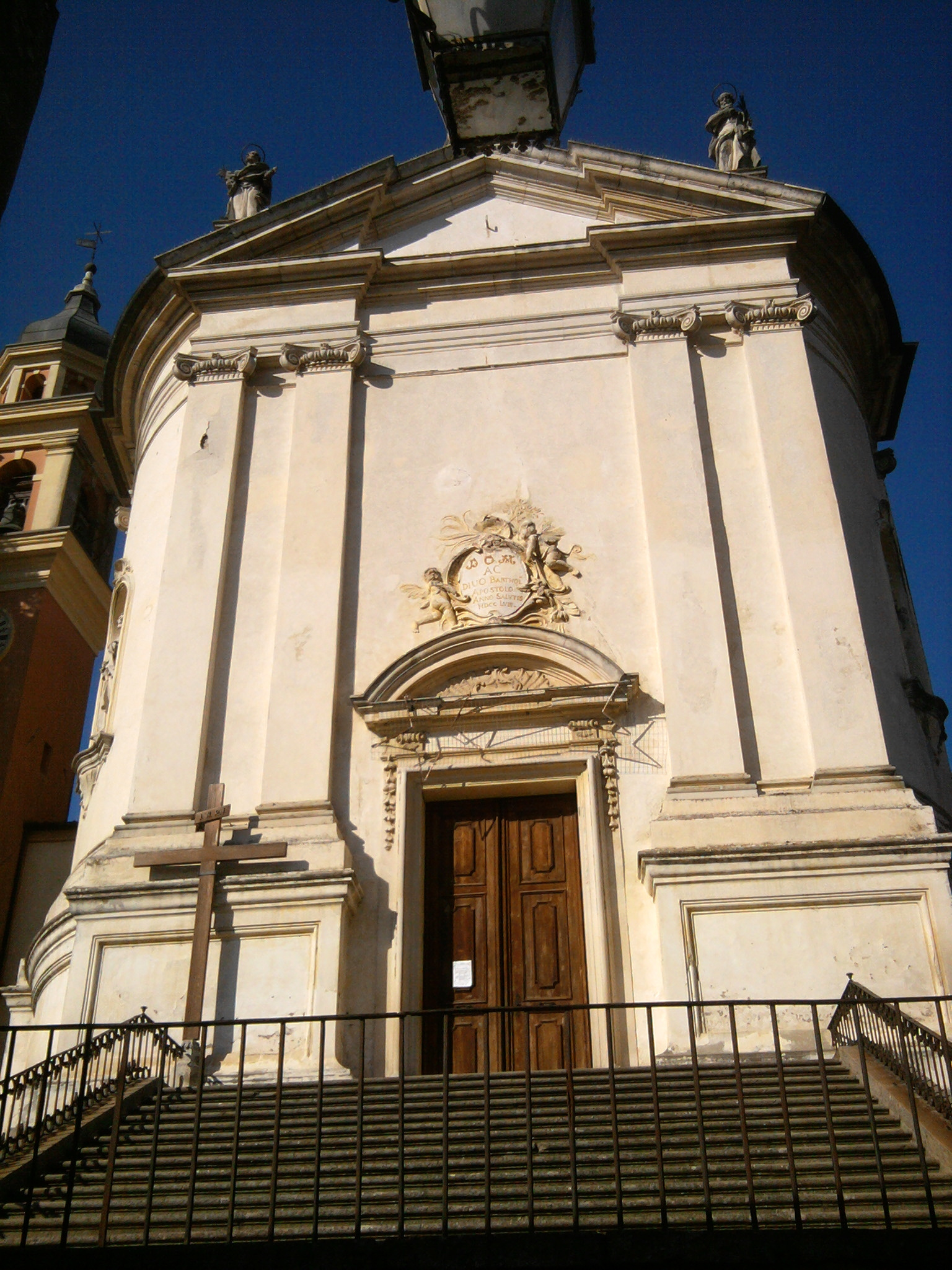
Chiesa di San Bartolomeo a Valnogaredo
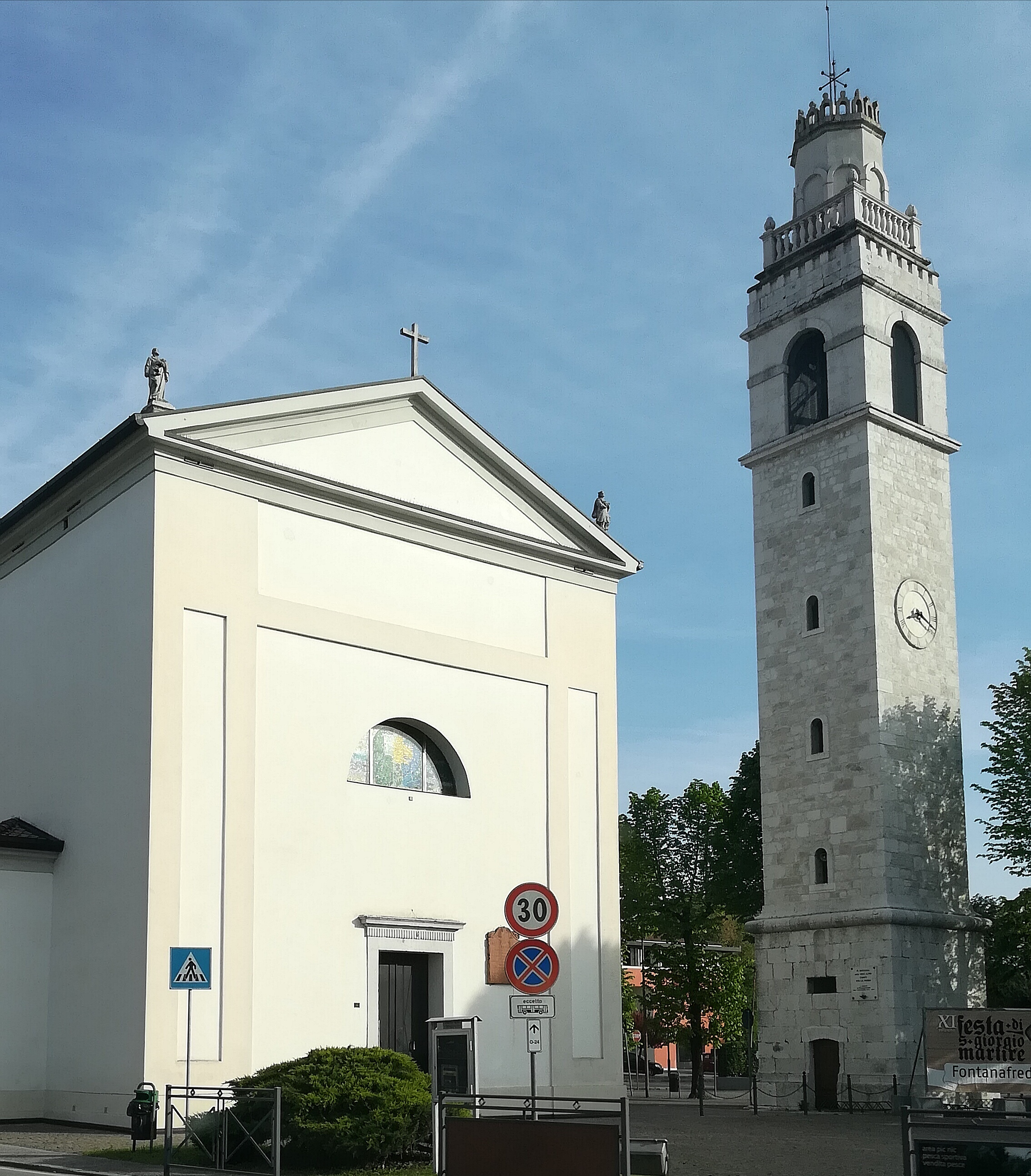
Chiesa di Fontanafredda

### Architetture civili
- Terme della Val Calaona[15].
- Villa Alessi Sperandio Fontana costruita come castello a scopo difensivo nel XIV secolo e in seguito riconvertita a residenza signorile, oggi è adibita a struttura alberghiera[16].
- Villa Camposampiero, situata a Fontanafredda, la villa seicentesca è adibita a Casa Canonica da oltre due secoli.
- Villa Contarini Rota Piva costruita sulle rovine di una villa preesistente di Valnogaredo nel 1704, è nota per gli affreschi di Jacopo Guarana, appartenente alla scuola di Giambattista Tiepolo.Villa Rodella Pasinetti Pasqualigo, di origine trecentesca, è passata di proprietà più volte: in principio furono i Pasqualigo, poi i Pasinetti e infine fu comprata da Giuseppe Rodella (1826-1900) che apportò alcune modifiche sulla facciata principale. Fu proprietà dell'ex ministro ed ex presidente della regione Veneto Giancarlo Galan; dal 2016 è di proprietà dello Stato Italiano.

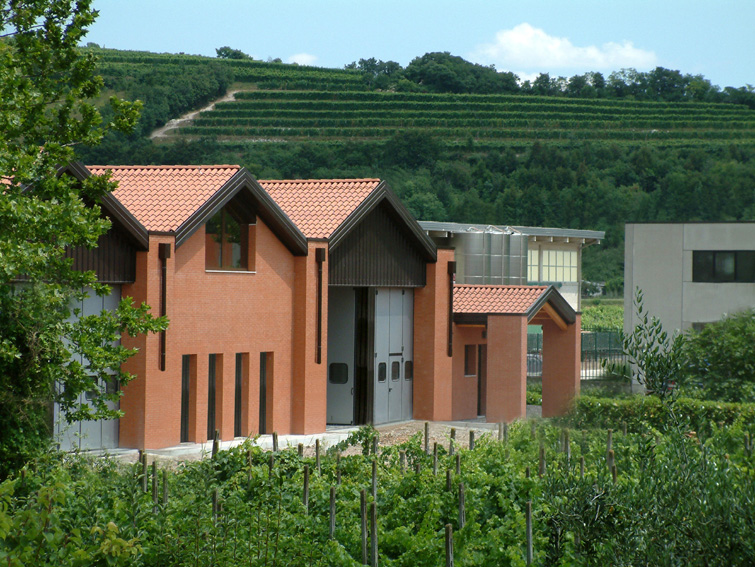
Magazzino di Cinto Euganeo

- Villa Pesaro Maldura Gallo, edificio risalente al XVI secolo.Magazzino di Cinto Euganeo
- Magazzino di Cinto Euganeo, costruito presso il Museo di Cava Bomba, come centro logistico per le manutenzioni dei musei e della viabilità del Parco Regionale dei Colli Euganei, è stato premiato da architetti di fama mondiale al Premio Internazionale di Architettura Cappochin 2007, in quanto rappresenta una rilettura in chiave contemporanea dell'architettura rurale, orientato a mitigare il contrasto degli edifici industriali esistenti con l'articolazione volumetrica del complesso di Cava Bomba. L'opera, definita un esempio di architettura rispettosa della storia e in armonia con l'ambiente, è stata progettata dall'architetto Nicola Gennaro, autore di interventi di rilievo nell'area del Parco Regionale dei Colli Euganei come il restauro del complesso di Villa Beatrice e il nuovo Liceo Ferrari di Este[17].

### Siti archeologici

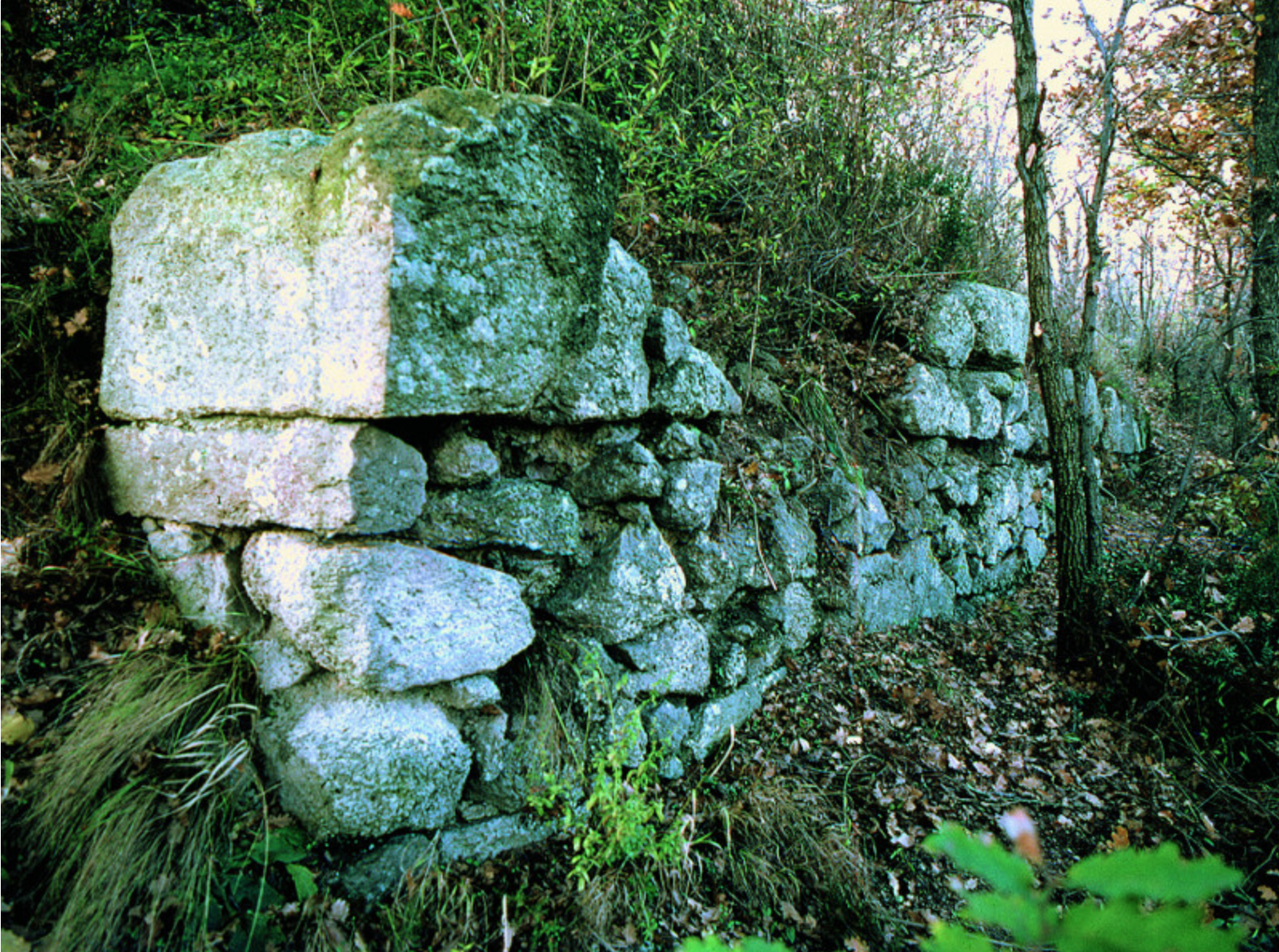
Ruderi fortificazione del Monte Cinto

- Castello del Monte Cinto: eretto tra il X e il XIII secolo fu una delle fortezze costruite come struttura difensiva nell'area dei Colli Euganei grazie alla diffusione sul territorio delle potenze signorili locali.[19] Situato sulla cima dell'omonimo monte era di forma ovale protetto da delle mura e da un contrafforte nella parte meridionale.[20] Oggi le rovine  si trovano in posizione isolata ma in passato la rocca era collegata ad un secondo castello posto in posizione più bassa ed entrambi svolgevano la funzione di controllo alle vie di accesso che dalla pianura portavano all'area occidentale dei Colli Euganei. Per raggiungere il sito è necessario seguire il Sentiero nº11 del Parco Regionale Colli Euganei che partendo dal Museo Geopaleontologico di Cava Bomba permette di risalire il versante sud del monte e osservare, prima di arrivare alla cima del colle, diverse cave in disuso e la particolare struttura del Buso dei Briganti.[21]
- Buso della Casara, antica sorgente, situata a Valnogaredo. Si tratta una sorta di acquedotto sotterraneo di epoca romana costituito da un sistema di grotte e cunicoli scavati nella roccia. Il flusso delle sorgenti di Faedo e di Valle S. Giorgio veniva così convogliato e diretto fino ad Atheste, l'odierna Este. Tale sistema di approvvigionamento idrico è tuttora in funzione, come da millenni, grazie a recenti interventi di restauro[22].
- Fornace della ex-Cava Bomba: fu per molto tempo una fornace attiva in un'antica cava di calcare nel Monte Cinto successivamente caduta in disuso nel 1974. La fornace oggi costituisce una preziosa testimonianza di archeologia industriale. Oggi è sede di un museo geo-paleontologico che permette di ripercorrere le tappe della formazione e della struttura dei Colli Euganei, con reperti rinvenuti in loco o provenienti dalla collezione Da rio del Museo padovano. Oltre alla mostra permanente geo-paleontologica, la struttura ospita anche una ricca documentazione relativa agli aspetti economici e culturali di attività quali il lavoro dei cavatori, degli scalpellini e dei fornaciai che operavano nell'ambito dei Colli per la produzione e la lavorazione dei materiali da costruzione ricavati dalle cave. Cava Bomba è anche punto di partenza dell'itinerario del Museo diffuso, che risale le pendici del Monte Cinto, attraverso siti di interesse storico e naturalistico, fino ai ruderi dell'antico castello, posto in cima[23].
- Buso dei briganti.

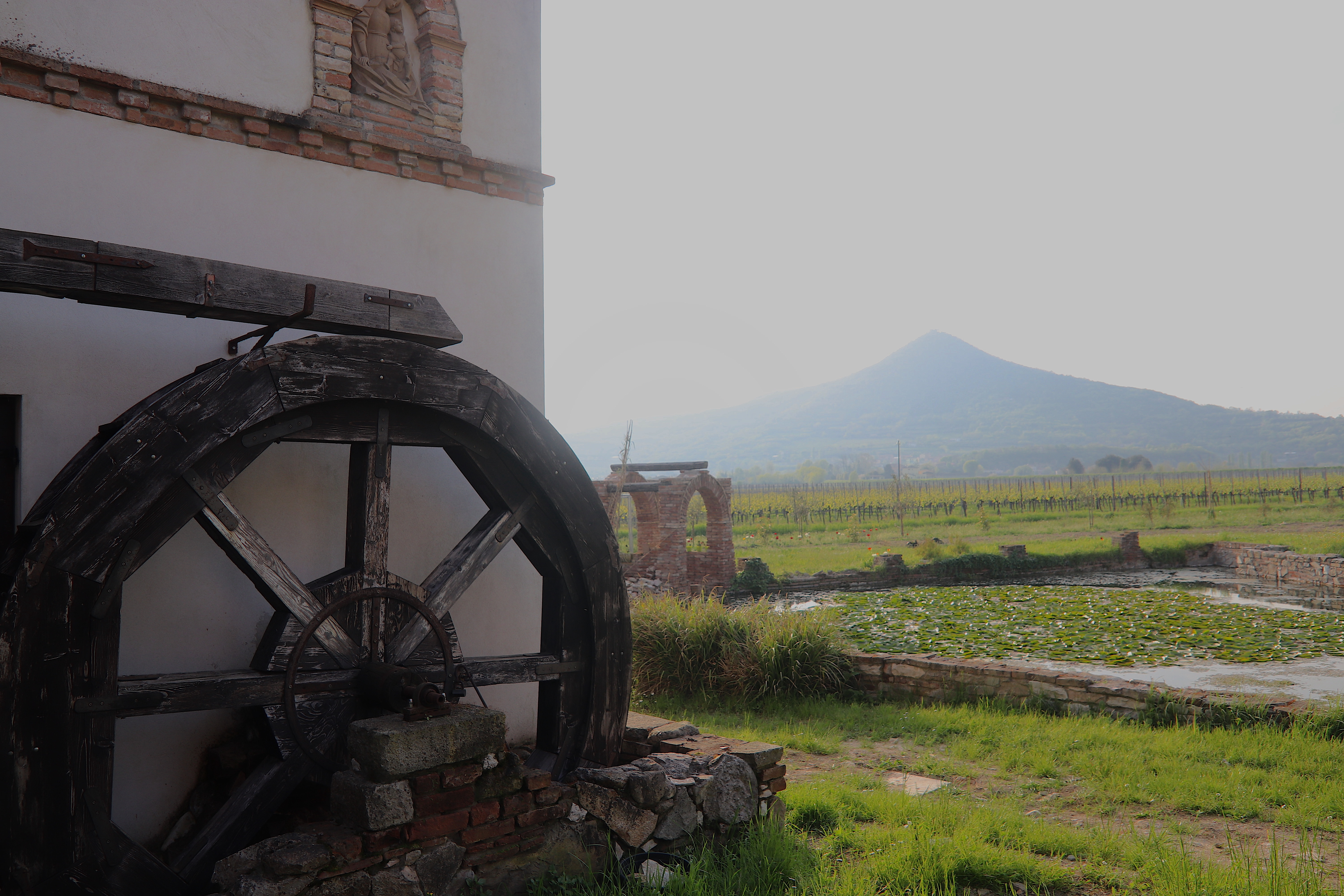
Il mulino e il "Bagno" di Fontanafredda

- Mulino del bagno e vasca termale di Fontanafredda: situati in una proprietà privata in località Crosara, specificatamente nella frazione di Fontanafredda, la quale prende il nome da una fonte di acqua fresca che si trova nei pressi del municipio [24]. Il mulino faceva parte del centro produttivo locale appartenente alla rinomata famiglia veneziana dei Contarini, veniva utilizzato soprattutto per la macinatura del grano, la tinteggiatura di panni e la macerazione della canapa [25]. La vasca di acqua calda, conosciuta da secoli come "Bagno", era in uso fin dall'anno Mille e venne utilizzata anche da personaggi di spicco come il vescovo di Padova Sinibaldo (1106-1127) [26]. Le due strutture caddero dopo diversi secoli di utilizzo in un lento abbandono, fino a diventare dei ruderi, ma tra il 2011 e il 2014 il privato Roberto Donolato si impegnò per attuare un importante intervento di restauro, il quale ha interessato soprattutto il mulino. Ad oggi sia il mulino che il  "Bagno" sono ancora visibili, ma il mulino non è più funzionante[27].
- Area funeraria di prima età imperiale a Crosara, situata nella frazione di Fontanafredda e rinvenuta durante i lavori di ampliamento della strada Cinto Euganeo-Centro nel 1916. Le prime tombe che emersero vennero distrutte subito dagli operai, in seguito si attuarono altri interventi di sterro che portarono alla luce nuove tombe, molte delle quali erano ad incinerazione entro anfore. Si decise di recuperare i corredi funerari trovati con le tombe: contenitori in vetro, piccole lucerne, ceramica a pareti sottili e diverse monete (da queste si è potuta dare la cronologia di prima età imperiale del contesto). Alfonso Alfonsi diresse degli scavi archeologici nel giugno del 1916, che portò alla scoperta di nuove tombe a incinerazione e la sepoltura di un infante[28].

## Amministrazione

### Sindaci dal 1985
| Periodo | Periodo   | Primo cittadino      | Partito         | Carica  | Note |
| ------- | --------- | -------------------- | --------------- | ------- | ---- |
| 1985    | 1990      | Gianfranco Tecchiato | Lista civica    | Sindaco |      |
| 1990    | 1995      | Martino Polito       | Lista civica    | Sindaco |      |
| 1995    | 2004      | Ivano Giacomin       | Centro          | Sindaco |      |
| 2004    | 2014      | Lucio Trevisan       | Centro sinistra | Sindaco |      |
| 2019    | 2024      | Paolo Rocca          | Lista civica    | Sindaco |      |
| 2024    | in carica | Ivano Giacomin       | Lista civica    | Sindaco |      |